# خدرنق هندي
خدرنق هندي (الاسم العلمي: Cheiracanthium indicum) هو نوع من العنكبوتيات يتبع جنس الخدرنق من الفصيلة العناكب الكيسية.